# Mănăstirea Sankt Florian

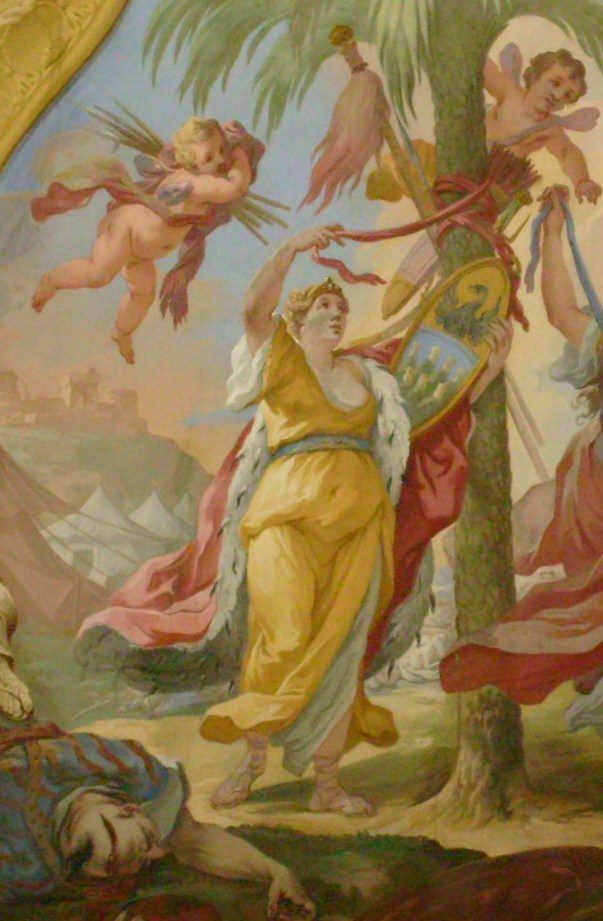
Transilvania biruitoare, frescă de Bartolomeo Altomonte (1723)

Mănăstirea Sankt Florian este unul din cele mai mari centre monastice din Austria Superioară. Mănăstirea se află în localitatea Sankt Florian (Linz-Land), în apropiere de Linz.

## Istoric
Mănăstirea este atestată din anul 1071, ca mănăstire a călugărilor augustinieni. Biserica a primit înfățișarea actuală în prima jumătate a secolului al XVIII-lea, după planurile arhitectului Carlo Antonio Carlone. Lucrările de construcție au fost terminate de Jakob Prandtauer (1660-1726), cel care a construit și mănăstirea Melk.
Stilul actual al edificiului este barocul.
Între 1848-1855 organist al mănăstirii a fost compozitorul Anton Bruckner.

## Sala de Marmură
Sala de Marmură a mănăstirii este o capodoperă a barocului austriac. Concepția artistică aparține meșterului Jakob Prandtauer. Pictura sălii de marmură are ca temă războiaiele antiotomane purtate de împăratul Carol al VI-lea cu ajutorul generalului Eugeniu de Savoya. Pe latura de est a sălii se află o reprezentare alegorică a Transilvaniei, care își așează armele într-un palmier. La picioarele ei se află portretul unui otoman învins.

## Galerie de imagini

Mănăstirea Sankt Florian - Stift Sankt Florian
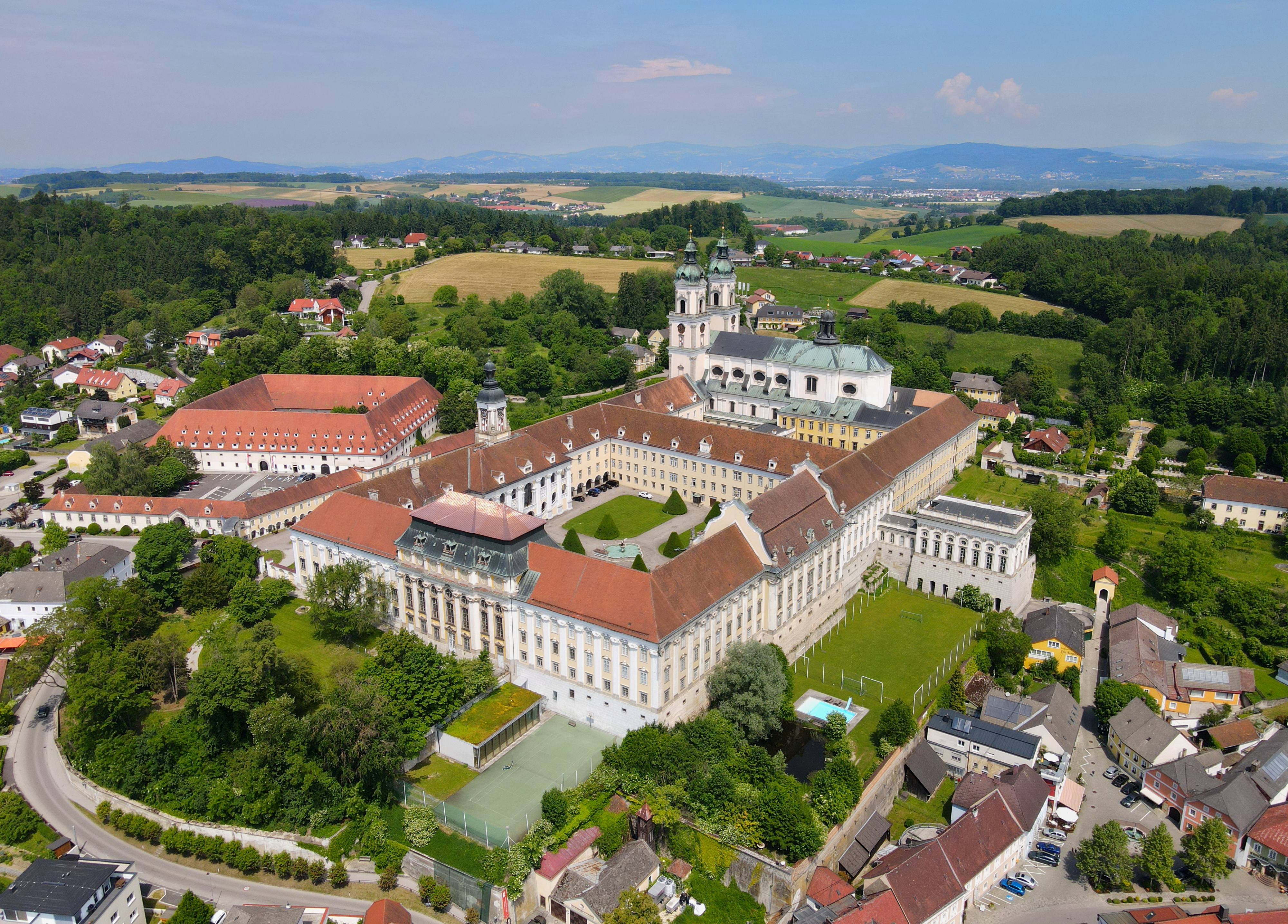
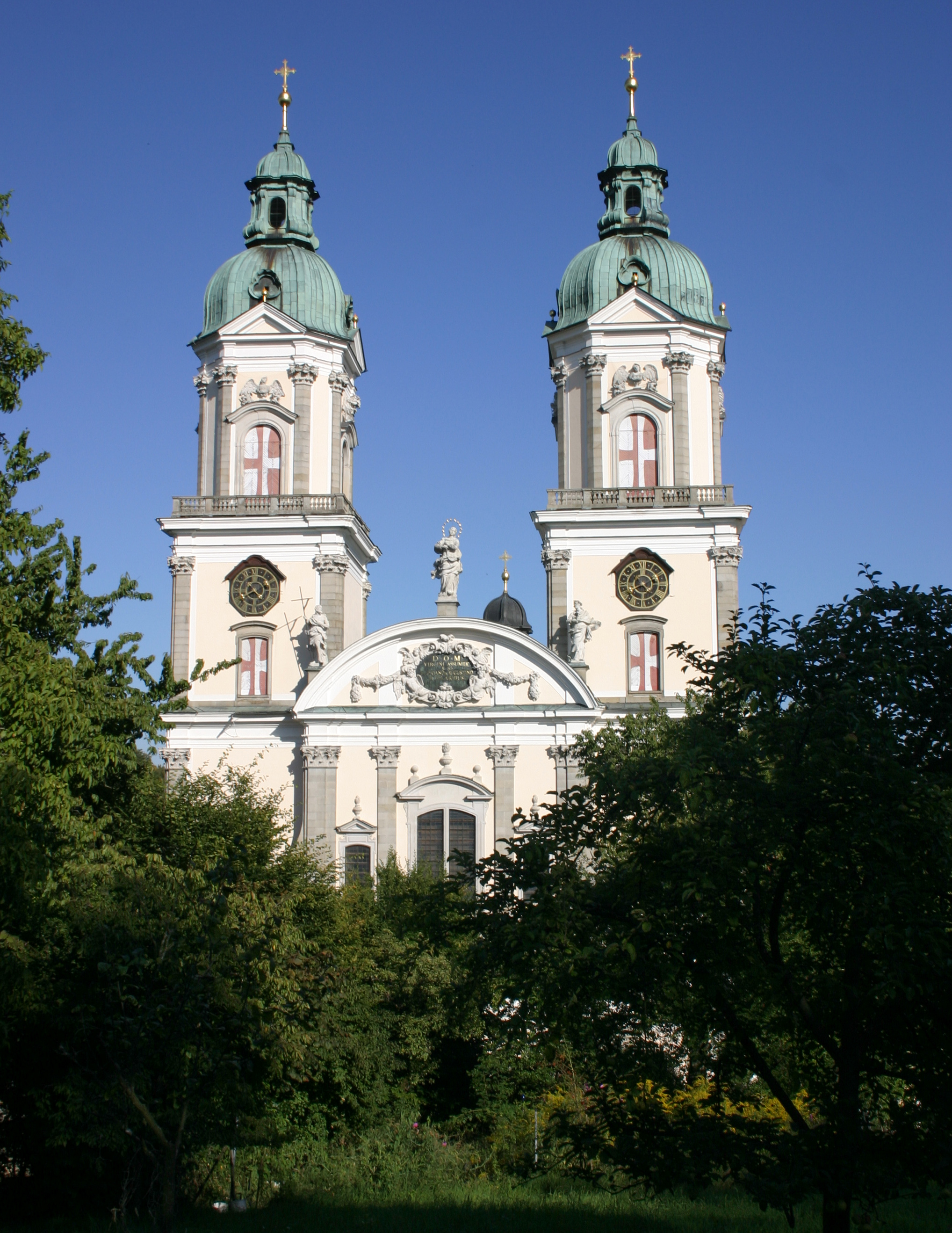
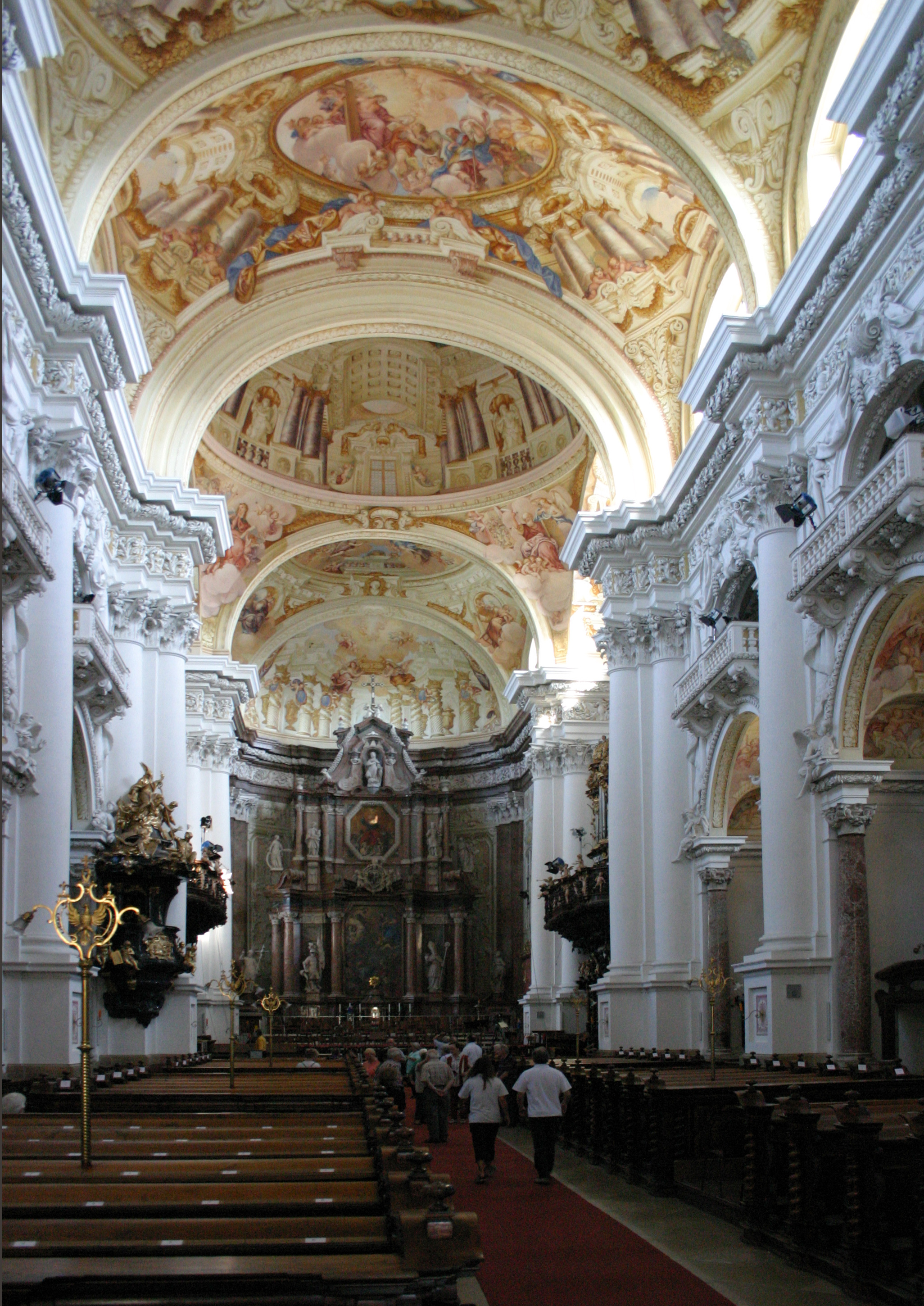
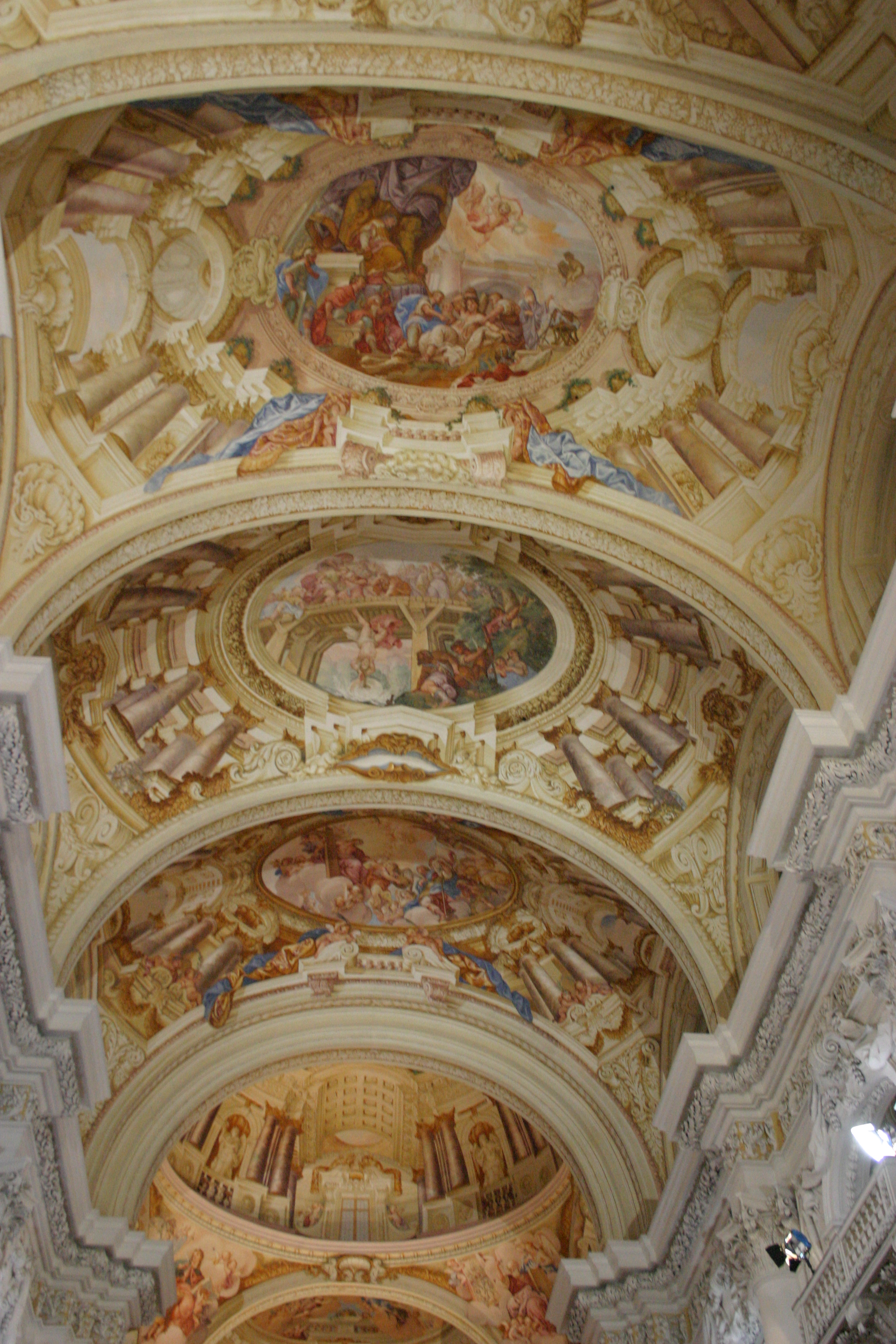
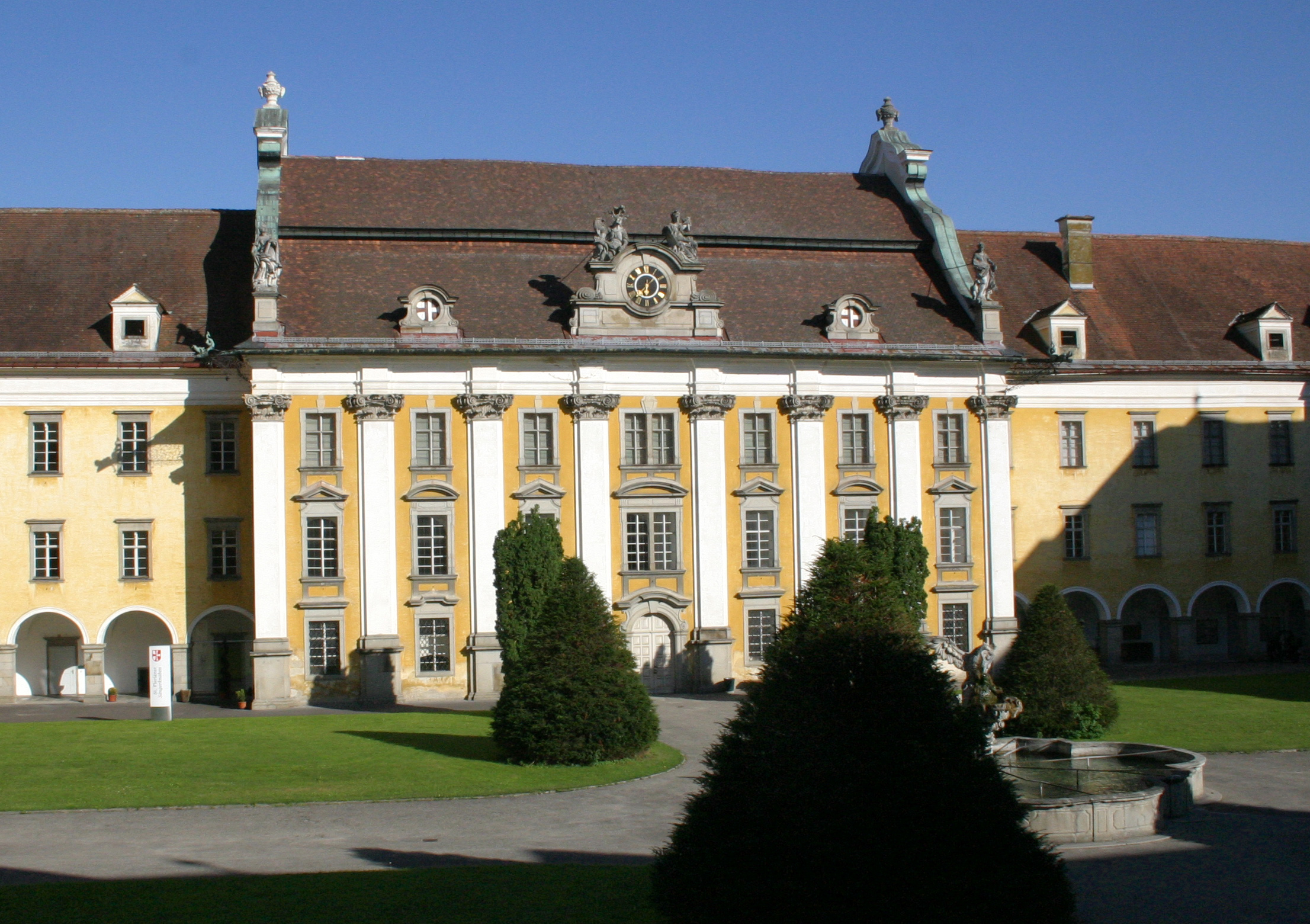
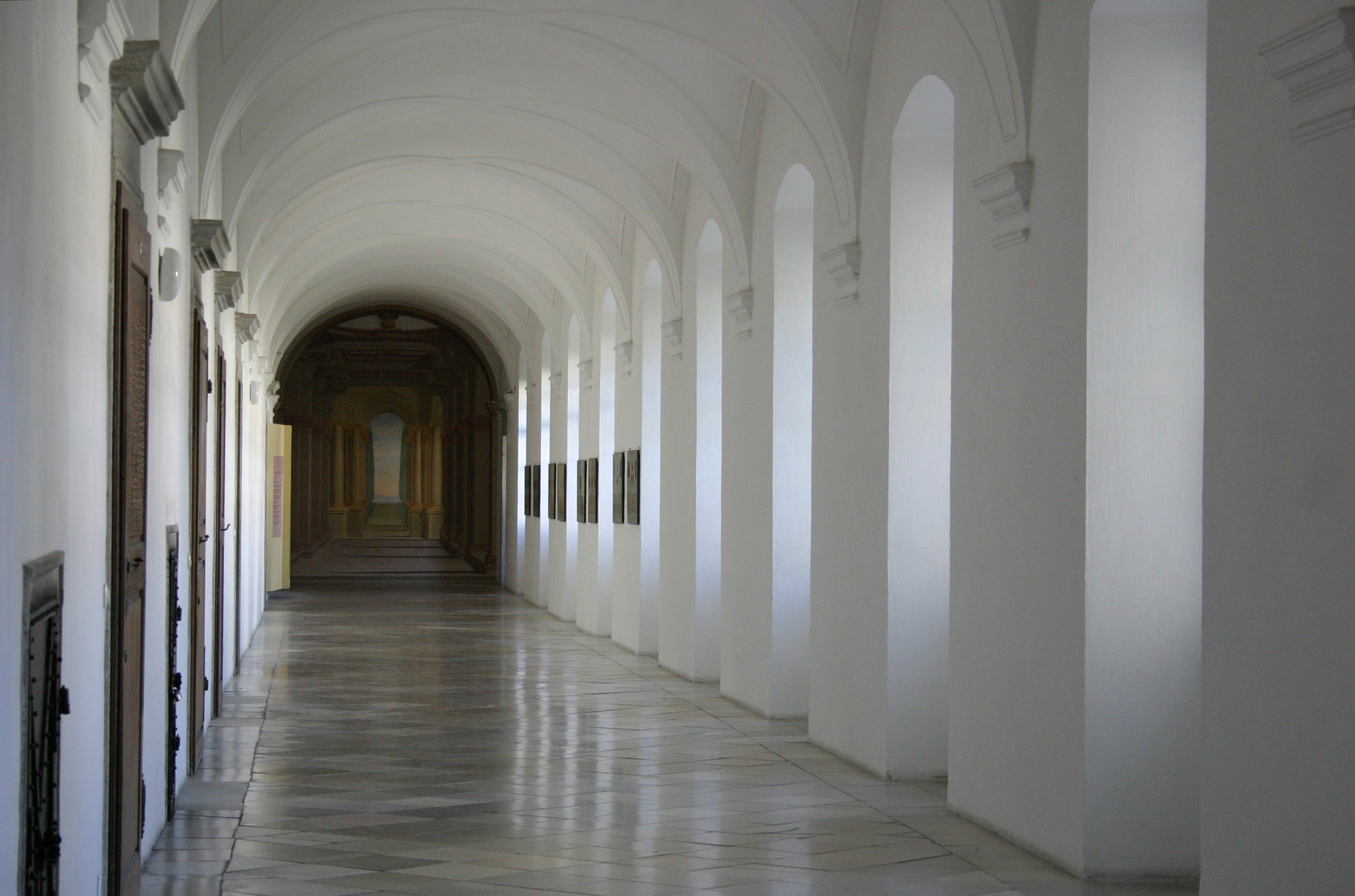
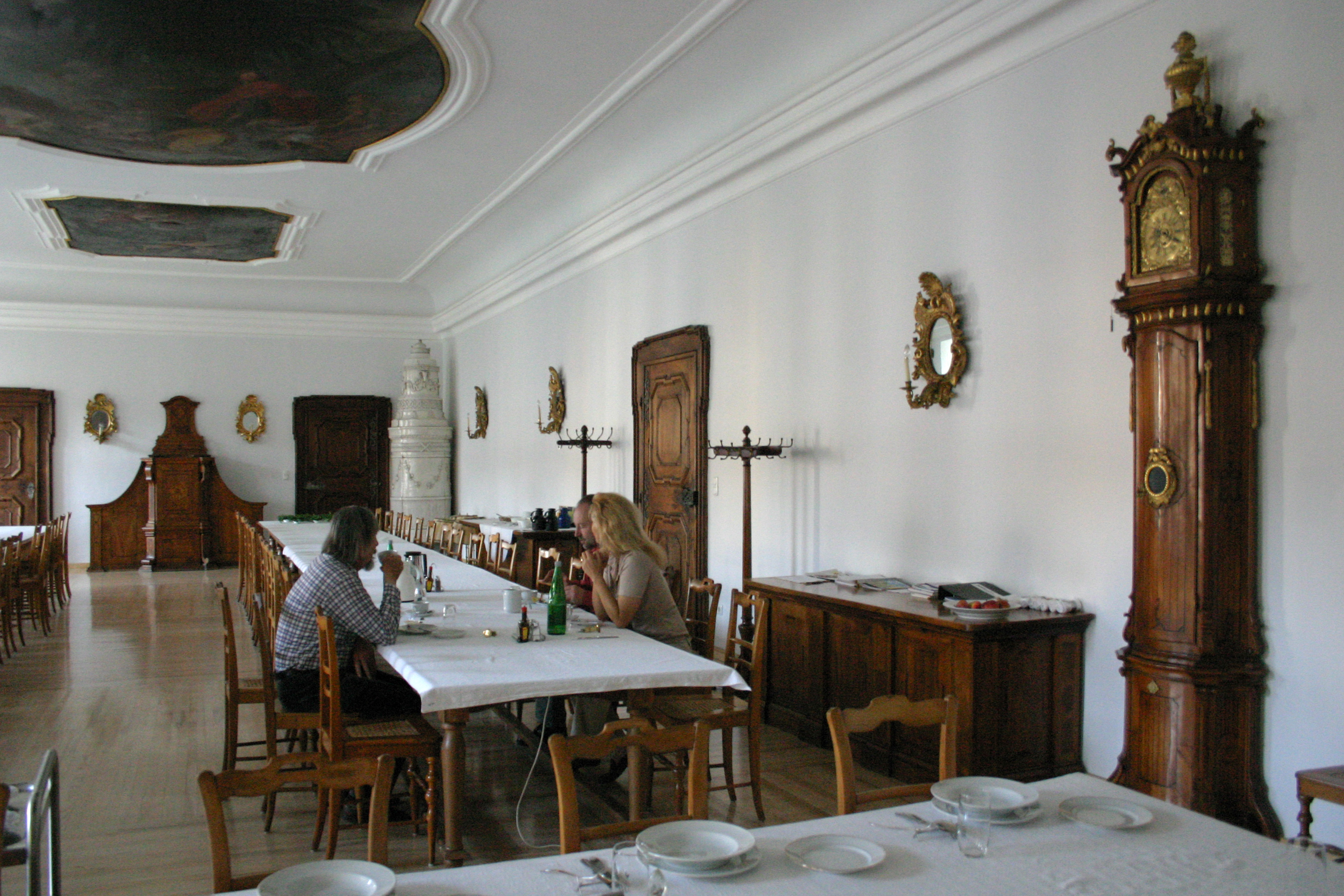